# Simone Coya
Simone Coya (* in Gravina in Puglia) war ein italienischer Komponist des 17. Jahrhunderts.

## Leben
Coya lebte 1679 in Mailand, als er einen Band mit dem Titel L’amante impazzito veröffentlichte, der Kantaten und Serenaten enthält. Überdies haben sich handschriftliche Kopien von Motetten erhalten, die er 1681 in Mailand veröffentlicht haben soll.